# الحزبيون اليهود

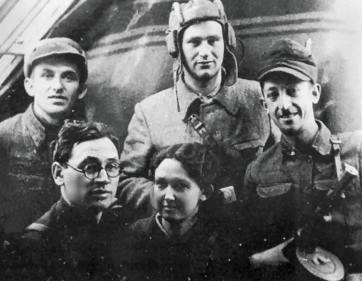
كانت مجموعة المقاومة اليهودية (الثوار) تضم مدنيين وعسكريين سابقين

الحزبيون اليهود هم مقاتلون في قوات عسكرية غير نظامية شاركوا في حركة المقاومة اليهودية ضد ألمانيا النازية وحلفائها خلال الحرب العالمية الثانية.
جرى توجيه عدد من الجماعات اليهودية الحزبية في جميع أنحاء أوروبا التي احتلتها النازية، وتألف بعضها من عدد قليل من الفارين من الأحياء أو معسكرات الاعتقال اليهودية، في حين تألف عدد أعضاء مجموعات أخرى، كحزبيو بيلسكي، من مئات الأشخاص وضمت نساء وأطفالًا. كانت هذه الجماعات أكثر عددًا في أوروبا الشرقية، ولكنها تواجدت كذلك في فرنسا وبلجيكا المحتلتين، حيث عملت مع المقاومة المحلية. انضم العديد من المقاتلين اليهود في الحركات الحزبية الأخرى في دول محتلة أخرى. تراوح عدد الحزبيين اليهودي بين 20,000 و30,000.

## العمليات
اضطلع الحزبيون في حرب العصابات والتخريب ضد الاحتلال النازي، وحرضوا المراهقين وأطلقوا سراح السجناء. في ليتوانيا، قتلوا نحو ثلاثة آلاف جندي ألماني. امتلكوا أحيانًا معارف وجهات اتصال في الأحياء والمعسكرات والقنصلية اليهودية وجماعات المقاومة الأخرى، والذين تشاطروا معهم المعلومات الاستخباراتية العسكرية.
في أوروبا الشرقية، انضم العديد من اليهود إلى صفوف الأحزاب السوفيتية، فواجهوا طيلة فترة الحرب معاداة السامية والتمييز من جانب السوفييت، وقُتل بعض الحزبيين اليهود، بيد أنه بمرور الوقت، جرى استيعاب العديد من الجماعات اليهودية الحزبية في الهيكل القيادي للحركة الحزبية السوفيتية الأكبر. وصل السوفييت إلى غرب أوكرانيا في عام 1943، وتألفوا من الروس والأوكرانيين والبولنديين واليهود، وكان عدد وحداتهم أقل في بيلاروس، وهو ما يتوافق مع الحرب الحزبية. تشير بيانات الأرشيف السوفيتي المنشورة إلى أن اليهود شكلوا 5.2% من الأحزاب في أوكرانيا.

## الإمدادات
واجه الحزبيون اليهود الكثير من الصعاب كالحصول على الأسلحة والغذاء والمأوى وفي الهروب من الأسر. غالبًا ما كانوا يعيشون في مخابئ في مخيمات الغابات. كانت الأعمال الانتقامية النازية وحشية، إذ اتبعت أسلوب العقاب الجماعي ضد مؤيدي الحزبيين والأحياء التي هربوا منها، وكثيرًا ما اضطلعت بعمليات مناهضة للحزبيين واستخدمتها ذريعة لإبادة اليهود. في بعض المناطق، حظي الحزبيون اليهود بدعم القرويين، وكافح المزارعون لإمداد جميع القوى المختلفة بالغذاء، ما أدى أحيانًا إلى نشوب نزاعات. أشار آلان ليفين إلى «أن الحزبيين اليهود والهاربين كانوا مذنبين بسرقة الطعام من المزارعين البولنديين وتلك حقيقة لا جدال فيها.»، ولكنه أشار في الوقت ذاته إلى أن هذه السرقات كانت خيارهم الوحيد عدى عن الموت جوعًا.